# 재벌과의 인터뷰
《재벌과의 인터뷰》는 매주 목요일 우다가 다음 웹툰에서 연재하는 웹툰이다.

## 등장인물
- 지은
- 양서준
- 양서정
- 유능
- 조영완
- 김지음
- 장토깽